# Ferrugem (skatista)
Rodil Araújo Júnior (Curitiba, 12 de abril de 1978, mais conhecido como Ferrugem, é um skatista brasileiro. Ao longo de sua carreira, conquistou 15 vezes o título brasileiro, foi bicampeão mundial e americano, colecionou oito medalhas de ouro, três de prata e uma de bronze nos "X Games". Ferrugem é casado e tem uma filha.